# 亨廷敦 (馬里蘭州)
亨廷敦（英語：Huntingtown）是位於美國馬里蘭州卡爾弗特縣的一個普查規定居民點。

## 人口
根據2020年美國人口普查的數據，亨廷敦的面積為20.97平方千米，當中陸地面積為20.90平方千米，而水域面積為0.06平方千米。當地共有人口3545人，而人口密度為每平方千米169.05人。